# 아카기산

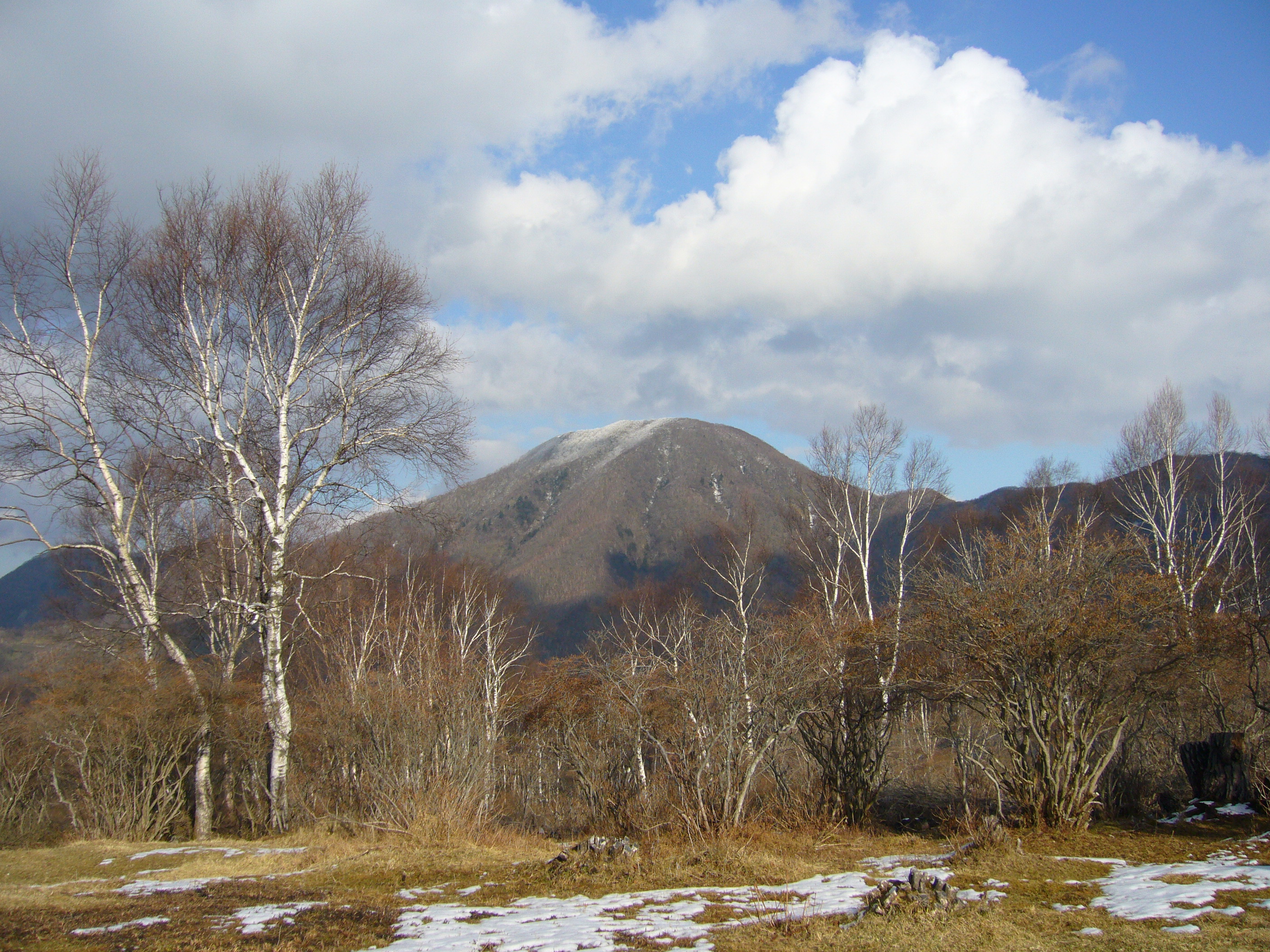
겨울의 아카기 산

아카기산(赤城山)은 일본 군마현 중앙부에 있는 화산이다.

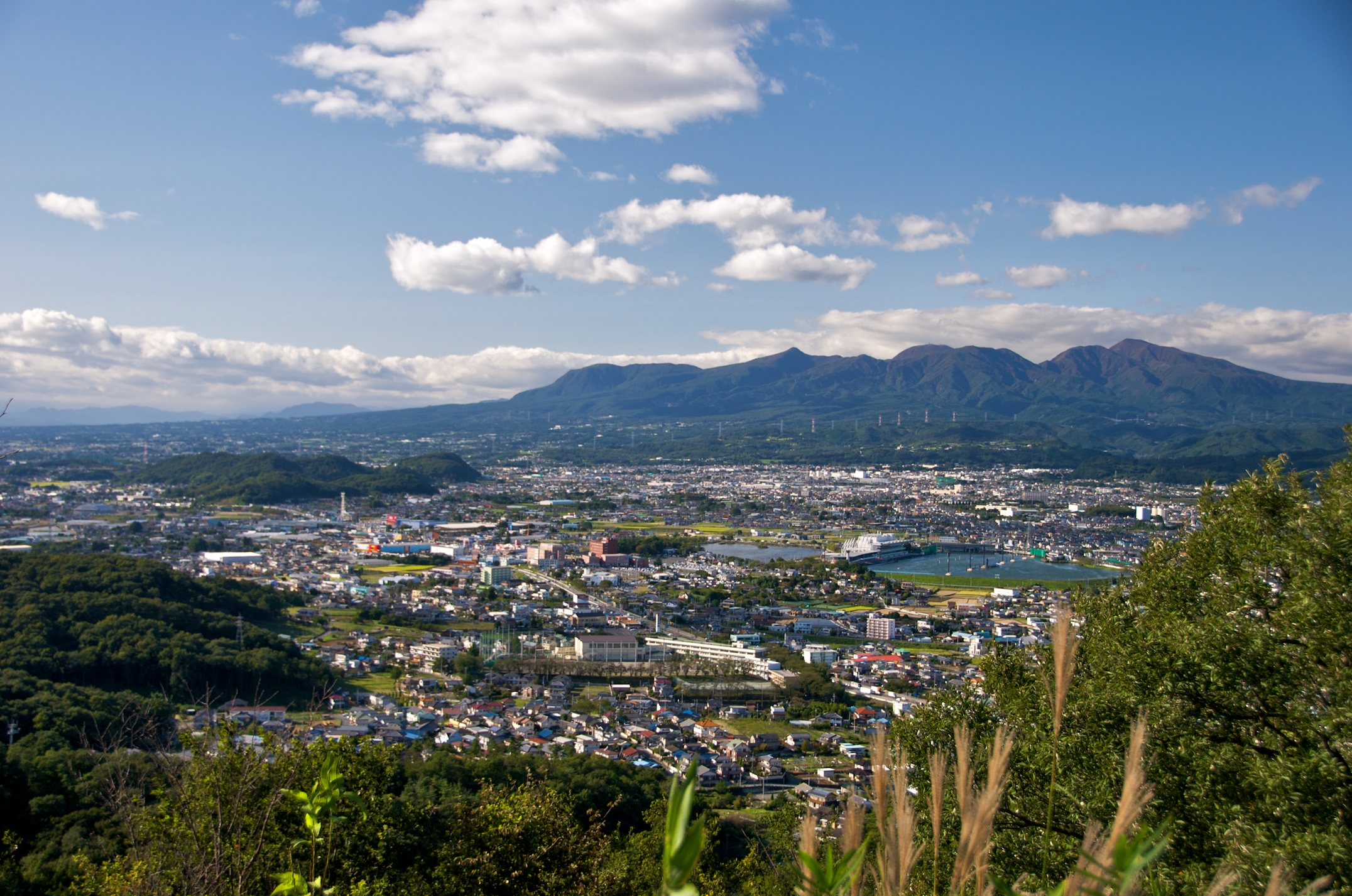
나스 산에서 바라본 기류 시가지와 아카기 산

## 개요
여러 번의 분화로 만들어진 복성 화산(複成火山)이기에 다수의 봉우리로 이루어져 있다. 그 중 해발 고도 1827.6m의 쿠로비 산(黒檜山)이 가장 높으며, 군마 현 내에서도 가장 높다.
위치는 마에바시시, 기류시, 시부카와시, 누마타시, 쇼와촌 등에 걸쳐 있다. 하루나 산, 묘기 산(ja)과 함께 죠모 삼산(上毛三山)으로도 불리며, 일본백명산의 하나로 뽑힌, 경치가 좋은 산이기도 하다.
도치기현에서 가려면 국도 제120호선, 일명 니혼로만칫쿠카이도(이로하자카)를 경유해야 한다.

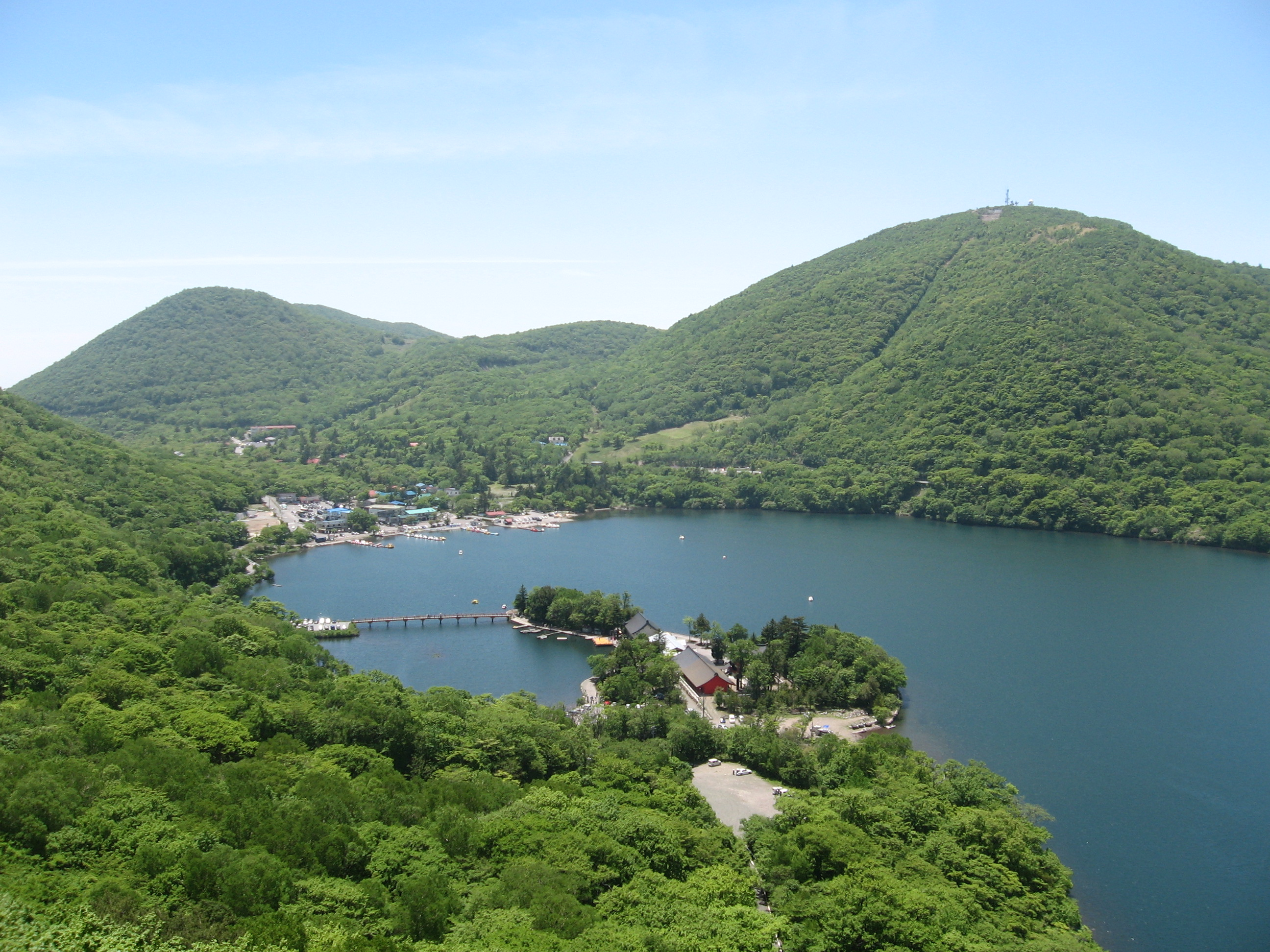
산 중앙부에 있는 칼데라 호인 오오누마(大沼)와 아카기 신사

## 문화 속에서의 아카기 산
1990년대, 군마 현에는 폭주족이 많이 모여드는 곳으로 죠모 삼산과 우스이 고개, 하루나산이 있었고, 이니셜 D에서는 다카하시 형제의 집이 있는 곳으로 등장한다. 그 이후로 사회현상으로 번지게 되어 일본 정부에서 노면을 전보다 더 안좋게 만들어놨다.